# Múscul tiroaritenoidal
El múscul tiroaritenoidal (musculus thyroarytenoideus), anomenat també múscul vocal (musculus vocalis), és un dels músculs de la laringe. És un múscul ample i prim que forma el cos de la corda vocal i que suporta la paret del ventricle i el seu apèndix. En la seva acció realitza un control fi del to de les cordes vocals.
S'origina al davant de la meitat inferior de l'angle del cartílag tiroide i en el lligament cricotiroidal mitjà. Les seves fibres es dirigeixen cap enrere i lateralment, per inserir-se en la base i la superfície anterior del cartílag aritenoide.

## Parts diferenciades
Es diferencien dues parts del múscul tiroaritenoidal: la part vocal i la part tiroepiglòtica. Les fibres més inferiors i més profundes del múscul formen com una banda triangular que s'insereix en el procés vocal del cartílag aritenoide i en la part adjacent de la seva superfície anterior; se les anomena vocal (vocalis) i estan en paral·lel amb el lligament vocal, a la qual s'adhereixen.
Un nombre considerable de fibres del múscul tiroaritenoidal es perllonguen en la cleda ariepiglòtica, on alguns d'ells es perden, mentre que altres continuen al marge de l'epiglotis. Han rebut un nom distintiu, tiroepiglòtic, i de vegades es descriu com un múscul separat.
Unes poques fibres s'estenen al llarg de la paret del ventricle de la paret lateral del cartílag aritenoide cap al costat de l'epiglotis i constitueixen el múscul ventricularis.
Les dues parts tenen diferents estructures adjuntes i diferents direccions de les fibres musculars; són bastant complicats quant a delimitar la seva acció.
El seu ús principal és per moure els cartílags aritenoides cap endavant, cap al tiroide, i així relaxar i escurçar les cordes vocals.
Però, a causa de la connexió de la part més profunda amb les cordes vocals, en cas d'actuar per separat, se suposa que poden modificar la seva elasticitat i la tensió, mentre que la porció lateral gira el cartílag aritenoides cap a l'interior i, per tant, estreny la fenedura glòtica de manera que ajunta el dos plecs vocals.

## Imatges

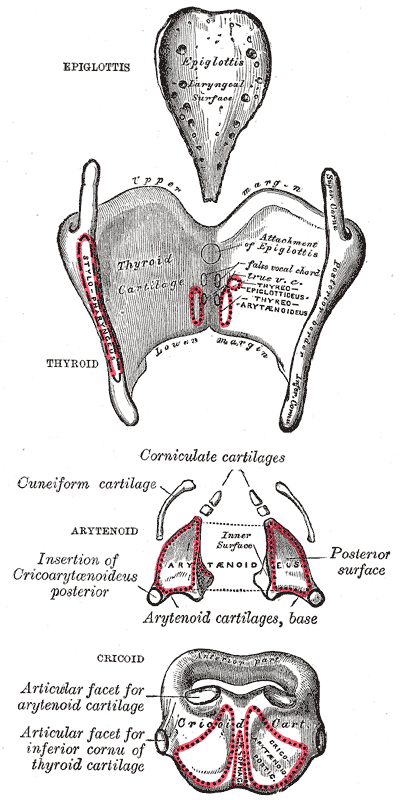
Els cartílags de la laringe. Vista posterior.
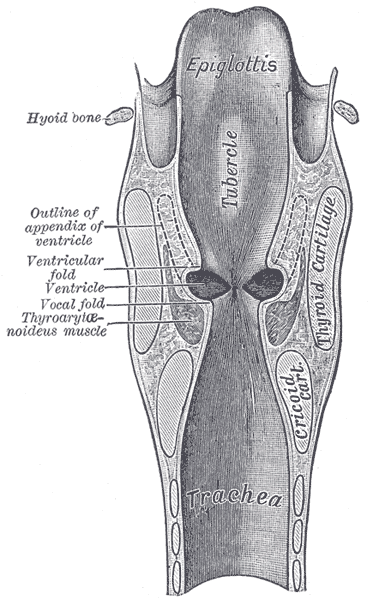
Secció coronal de la laringe i la part superior de la tràquea.
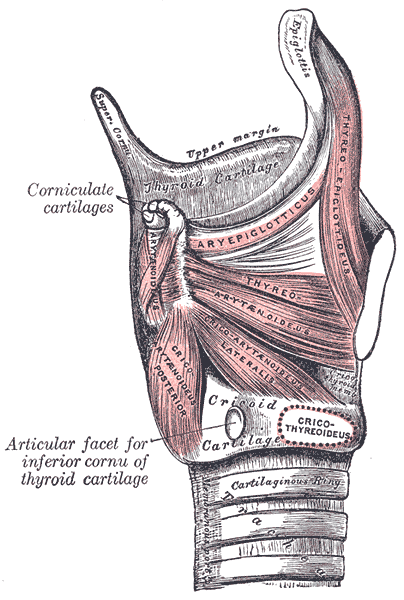
Els músculs de la laringe. Vista lateral. La làmina dreta del cartílag tiroide s'ha eliminat.